# 微笑 (Twenty★Twenty單曲)
《微笑》（英語： / 日语：）是日本傑尼斯事務所旗下限定公益組合Twenty★Twenty的出道單曲，於2020年8月12日由傑尼斯風暴在日本境內發行。

## 單曲概要
《smile》單曲僅僅發行普通盤一個版本，但每張實體單曲均附贈DVD一張；主打歌於2020年6月22日提前在網絡上發行了數位版本。不管是實體版還是數位版，都將限期發行至2020年12月31日。 同時這首歌曲也是傑尼斯事務所為防止新冠疫情擴大而推出的慈善活動的應援公益歌曲，單曲的全部收益都將捐贈給針對新冠病毒醫療措施的支持。
由櫻井和壽提供詞曲，這是他首次為傑尼斯旗下藝人作詞作曲。這次合作由瀧澤秀明促成，常年活躍於公益事業的櫻井和壽同意了瀧澤秀明的邀約。
單曲的B面歌為，通過“Johnny's World Happy LIVE with YOU”節目在YouTube及傑尼斯網站上在線播出。隨歌曲推出的洗手視頻在社交媒體上造成了熱門話題。

## 收錄歌曲
| CD   | CD                        | CD       | CD         | CD       | CD   |
| 曲序 | 曲目                      |          | 作曲       | 编曲     | 时长 |
| ---- | ------------------------- | -------- | ---------- | -------- | ---- |
| 1.   | smile                     | 櫻井和壽 | 櫻井和壽   |          | 5:49 |
| 2.   | Wash Your Hands           | 松井五郎 | 馬飼野康二 | CHOKKAKU | 2:02 |
| 3.   | smile（伴奏版）           |          |            |          | 5:49 |
| 4.   | Wash Your Hands（伴奏版） |          |            |          | 2:02 |

| DVD  | DVD                 |
| 曲序 | 曲目                |
| ---- | ------------------- |
| 1.   | smile（剪輯版視頻） |
| 2.   | 錄製紀錄片          |
| 3.   | smile（歌詞版視頻） |

## 創作花絮
- 單曲主打歌的詞曲作者櫻井和壽表示“正是懷著以傑尼斯諸位演唱這首歌為前提的心態而寫了這首歌”，“當重要的人身心虛弱的時候，為了那個人而要努力變得‘美味’和‘健康’，想象著握著飯糰而用心歌唱的大家的模樣”而創作了這個作品。[7]

- 實體唱片裡收錄的是由Twenty★Twenty所演唱，而通過“Johnny's World Happy LIVE with YOU（日语：Johnny's World Happy LIVE with YOU）”播出的流媒體版中也有小傑尼斯演唱的版本。

## 外部鏈接
- 官方网站（日語）
- 豆瓣音乐上《微笑》的資料 （简体中文）